# Renārs Kaupers
Renārs Kaupers (1. september 1974 i Jelgava i Lettiske SSR) er en lettisk musiker og sanger. Han har siden 1989 været forsanger for musikgruppen Brainstorm, som repræsenterede Letland ved Eurovision Song Contest 2000 og fik en 3. plads. I 2003 var han vært på selv samme konkurrence, da Letland havde vundet i 2002 og nu skulle være værtsland. Han gjorde det så godt, at han blev hyret til tjansen igen i 2005, da Eurovision Song Contest fejrede 50 års jubilæum med "Congratulations" showet i København.